# III edició dels Premis MiM
La 3a cerimònia d'entrega dels Premis MiM Series, coneguts com Premis MiM 2015, van tenir lloc a l'Hotel ME - Reina Victoria de Madrid el 30 de novembre de 2015. La presentadora de la gala, va ser l'actriu Eva Isanta.

## Preparació

### Jurat
El jurat va estar compost pel director i guionista, Borja Cobeaga; la guionista i presentadora de televisió Isabel Vázquez; el director, productor i guionista Rodolfo Montero; el guionista i director Lorenzo Silva i l'actriu Marian Álvarez.

## Nominats i guanyadors
Els nominats finalistes es van donar a conèixer el 4 de novembre del 2015.

### Categories Generals
| Millor DAMA a la millor sèrie dramàtica                                                                                                   | Millor DAMA a la millor sèrie de comèdia |
| --- | --- |
| - El ministerio del tiempo ‡ - Bajo sospecha - El Príncipe - Vis a vis                                                                    | - Allí abajo - Gym Tony - La que se avecina - Chiringuito de Pepe                                                                              |
| Premi DAMA a la millor minisèrie o tv-movie                                                                                               | Premi DAMA a la millor sèrie diària |
| - Prim, l'assassinat del carrer del Turco ‡ - Refugiados - Los nuestros - Hermanos                                                        | N/A |
| Premi MIM a la millor interpretació femenina de drama                                                                                     | Premi MIM a la millor interpretació masculina de drama                                                                                         |
| - Maggie Civantos per Vis a vis ‡ - Megan Montaner per Sin identidad - Blanca Suárez per Los nuestros - Paula Echevarría per Velvet       | - Yon González per Bajo sospecha ‡ - Hugo Silva per Los nuestros - Carlos Hipólito per Vis a vis - Rodolfo Sancho per El ministerio del tiempo |
| Premi MIM a la millor interpretació femenina de comèdia                                                                                   | Premi MIM a la millor interpretació masculina de comèdia                                                                                       |
| - Teresa Hurtado de Ory per Ciega a citas ≠ - María León per Allí abajo - Miren Ibarguren per Anclados - Norma Ruiz per Algo que celebrar | - Ignatius Farray per El fin de la comedia ‡ - Santi Millán per Chiringuito de Pepe - Iván Massagué per Gym Tony - Jon Plazaola per Allí abajo |
| Premi MIM a la millor direcció | Premi MIM al millor guió |
| - Los nuestros ‡ - Bajo sospecha - El Príncipe - Vis a vis                                                                                | - El ministerio del tiempo ‡ - Refugiados - Vis a vis - Bajo sospecha                                                                          |

### Categories Específiques
- PREMI ESPECIAL a la Contribució Artística en la Ficció Televisiva: Tito Valverde[3]
- PREMI NOU TALENT: N/A

## Múltiples nominacions i premis

### Drama
| Sèrie                    | Nominacions |
| ------------------------ | ----------- |
| Vis a vis                | 5           |
| Los nuestros             | 4           |
| Bajo sospecha            | 4           |
| El ministerio del tiempo | 3           |
| El príncipe              | 2           |
| Refugiados               | 2           |

| Sèrie                    | Premis |
| ------------------------ | ------ |
| El ministerio del tiempo | 2      |

### Comèdia
| Sèrie               | Nominacions |
| ------------------- | ----------- |
| Allí abajo          | 3           |
| Chiringuito de Pepe | 2           |
| Gym Tony            | 2           |